# ウェーバー・レール・マウント

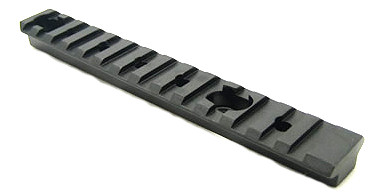
標準的なウィーバーマウント

ウィーバーレールマウントないし、ウィーバーレール (Weaver Rail Mount) は銃器や一部のクロスボウに伸縮式照準器（多くはスコープマウントを介して）やその他のアクセサリーを接続するシステム。
一対の平行レールとこれらのレールに直交する複数のスロットを使用する。

## 概要
米軍が開発した後発のピカティニーレールは、ウィーバーシステムの主要なコンセプトを発展させたものであり、両者は部分的に互換性を持っている。

## 歴史
ウィーバーマウントは、ウィリアム・ラルフ・ウィーバー（1905年 - 1975年11月8日）が1930年に設立した望遠鏡サイト会社W.R. Weaver社で開発された。
それまでのシステムにはリューポルド／レッドフィールドマウントがあり、リューポルドマウントと比較するとウィーバーレールは強度が低く左右調整ができなかった。

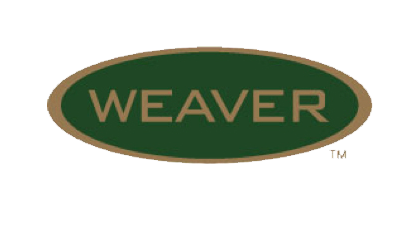
Weaver Optics社のロゴ

W.R. Weaver Co.はWeaver Opticsとなり、2002年から2008年までMeade Instruments Corporationの子会社であったが、ウィスコンシン州オナラスカにあるAlliant Techsystemsのセキュリティ＆スポーティング部門の一部として売却されることとなった。

## 仕様

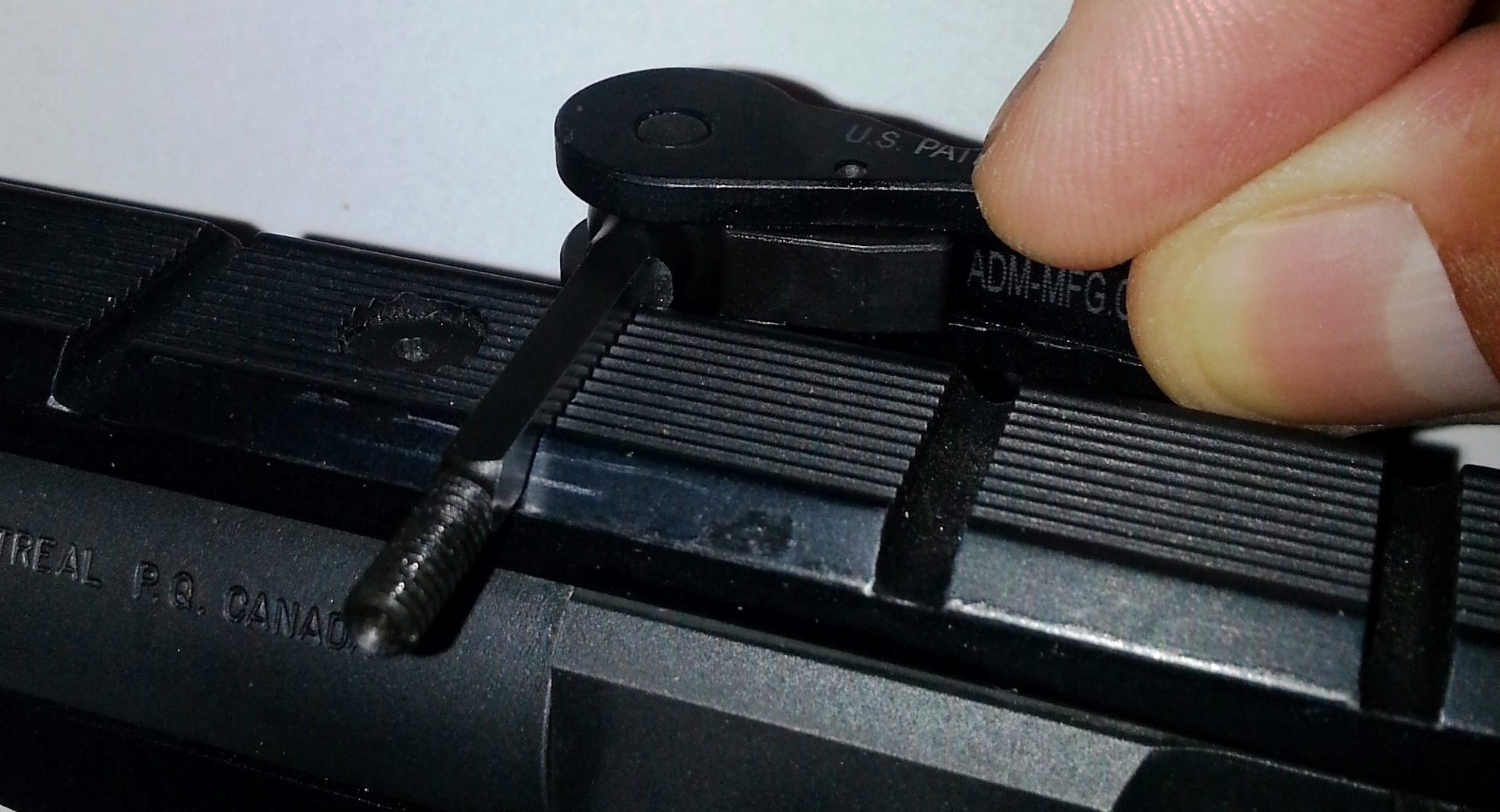

旧来のウィーバーシステムは、2つのピースを互いに離れた位置に取り付け、通常、ライフルのレシーバー上のボルト開口部にカートリッジを挿入または排出する場所に取り付けていました。しかし、2ピースシステムのアライメント問題は、ライフルスコープに過度のストレスを与え、スコープとライフル銃身の平行度や弾丸のPOI（Point Of Impact）に問題を引き起こすことがあります。2ピースシステムは、アライメントスリーブと呼ばれるスコープアライメント装置を用いて、完璧なアライメントを確保するために厳密な公差でマウントする必要があります。
2ピースタイプは、レシーバーの金属厚や、レシーバーの長さの問題でスコープを保持するための適切な距離を確保することができないため、2ピースを取り付けることができないライフルで問題となることがあります。後発のワンピース・アプローチでは、レイルシステムは一貫したアライメントを維持します。
ウィーバーシステムのスロットは、主にクランプをレールに締め付けるロッキングスクリューのクリアランスとして使用されます。ウィーバー式アクセサリーの中には、レールの加工されたスロットの中に収まるバーがあるものもありますが、そうでないものも多くあります。
ウィーバーレールのスロット幅は0.180インチ（4.57mm）ですが、スロットセンターの間隔は必ずしも一定ではありません。

## 欠点
ウィーバー型アクセサリーの多くにはロックバーがないため、アライメントのもう一つの問題であるサイドからサイドへのカントが発生します。この問題は、あまり一般的ではありませんが、特にスコープでは非常に問題となることがあります。スコープは銃身と完全に平行にライフル銃に取り付けられ、クロスヘアが弾丸の着弾点（POI）を正確に示す必要があるため、1/4度のわずかな誤差が遠距離で大きな問題となることがあるのです。ロッキングバーはマウントをレイルシステムに対して完全に90度に保持しますが、非ロッキングバーシステムは左右にカントすることがあります。
このカントは、表面のジャミングと呼ばれることもあり、クランプ面をレールに完全に一致させないために起こります。締め付けると、ベースにかかる応力により、スコープのPOAが100～200ヤードでPOIから数フィートもずれてしまうことがあり、距離が長くなると徐々に悪化していきます。スコープベースの製造に使用されるグレードの低い材料、メーカーごとの一貫性のない設計公差、その他の要因は、ねじれストレスを引き起こし、マウントがライフル銃身と平行に移動する原因となることがあります。ロッキングバーシステムは、応力を均等に分散させ、スコープマウントのカントリングを防止することができます。
スコープのカントリングのもう一つの原因は、リング自体にあります。ピカティニータイプのスコープリングやレッドフィールドタイプも含め、多くのウィーバータイプのマウントには、スコープリングの上部にスコープを固定する2本または4本のネジが付いています。ウィーバー式とピカティニー式のクランプシステムには、どちらもネジ側とクランプ側があります。2本ネジのスタイルでは、通常、リングの位置合わせはうまくいきますが、4本ネジのシステムのような強度はありません。4本ネジ式のネジを締める際に、スコープがその場でねじれてしまい、位置がずれてしまうことが多々あります。マウントを「X」パターンで締め付け、通常、外側のクランプ側とは反対側から始める。スコープを反対側に少し持ちながらネジを締めることで、スコープと銃身の平行を正しく合わせることができます。

## ピカティニーレールとの対比
軍用規格であるMIL-STD-1913「ピカティニーレール」は1990年代半ばのもので、軍用規格特有の寸法と公差が非常に厳しいものであります。ピカティニーレールはウィーバーと同様のプロファイルを持ちますが、ピカティニーレールのリコイル溝の幅はウィーバーのレール/マウントの0.180インチ（4.57mm）に対して0.206インチ（5.23mm）、ウィーバーと対照的にピカティニーのリコイル溝の中心の間隔は0.394インチ（10.01mm）と一定であります。
また、ウィーバーシステム用に設計されたアクセサリーは、一般的にピカティニーレールに適合しますが、その逆はありません。 180であり、スロットの中心の間隔は10.008mmである。このため、1つのロックスロットのみを使用するデバイスでは、ウィーバーデバイスはピカティニーレールに適合するが、ピカティニーデバイスは必ずしもウィーバーレールに適合するとは限らないのです。
もう一つの違いは、ウィーバーレールは2～4本のリコイルグルーブしか切られていない連続したレールであるのに対し、ピカティニーレールは上記のような間隔（点線のような状態）で全長に渡ってリコイルグルーブが切られている点です。これにより、取り付け位置の自由度が増し、また銃身の加熱による膨張を中和することができます。